# Earl Conrad
Earl Conrad (* 17. Dezember 1912 in Auburn; † 1986) war ein US-amerikanischer Schriftsteller und Journalist. Er ist heute vor allem für seine 1942 erschienene Biografie über Harriet Tubman, eine afroamerikanische Kämpferin gegen die Sklaverei, bekannt. Daneben verfasste er mehr als zwanzig weitere Bücher. Zu seinen Biografien zählt unter anderem eine, die er als Ghostwriter über Errol Flynn verfasste. 

## Schriftstellerische Tätigkeit
Der Historiker Milton C. Sernett vermutet, dass Conrad, der jüdischen Glaubens war, auf Grund eigener Diskriminierungserfahrungen sich zum Ziel gesetzt hatte, die erste seriöse Biografie über Harriet Tubman zu verfassen. Conrad hatte sich mit der US-amerikanischen Geschichte auseinandergesetzt und war zu dem Schluss gekommen, dass in dieser der Beitrag der afroamerikanischen Bevölkerung nicht ausreichend gewürdigt wurde. Er zog mehrere Afroamerikaner als Subjekt einer zukünftigen Biografie in Erwägung und entschied sich dann für Harriet Tubman, weil er sie für die faszinierendste Figur hielt und sie gleichzeitig diejenige war, die am wenigsten in der US-amerikanischen Erinnerung präsent war.
Über Harriet Tubman, die 1849 aus der Sklaverei geflohen war und mehrfach in die Südstaaten zurückkehrte, um andere Sklaven aus der Sklaverei zu beseitigen, und die im Sezessionskrieg den Nordstaaten unter anderem als Kundschafterin und Spionin diente, waren bereits im 19. Jahrhundert zwei Biografien verfasst worden. Sarah Bradford war eine Zeitgenossin Harriet Tubmans und hatte diese zwei Biografien verfasst, um der in materielle Nöte geratenen Harriet Tubman zu helfen. Trotz des Wohlwollens von Bradford gegenüber ihren schwarzen Mitbürgern waren diese Biografien jedoch von einer stereotypen Vorstellung über Afroamerikaner geprägt. Anders als Sarah Bradford war Earl Conrad Harriet Tubman nie persönlich begegnet. Diese war in Auburn ein Jahr nach Conrads Geburt gestorben. Wie Sarah Bradford zuvor bemühte sich Earl Conrad, die Einzelheiten aus dem ungewöhnlichen Leben Harriet Tubmans zu verifizieren. Besondere Sorgfalt widmete er der Frage, wie stark Harriet Tubman an der Frauenrechtsbewegung beteiligt war. Die meisten seiner Korrespondenten konnten dazu keine Belege beibringen. Conrad entschied sich allerdings trotzdem, diese Verbindung zu erwähnen.
Earl Conrad tat sich sehr schwer, einen Verlag für seine Biografie zu finden. Die Verlage lehnten überwiegend ab, weil sie der Überzeugung waren, dass die Biografie einer Schwarzen kein Interesse bei ihrem Publikum finden würde. Earl Conrad veröffentlichte daher in den vierziger Jahren mehrere Artikel über Harriet Tubman, um so auf seine Biografie aufmerksam zu machen. Es war schließlich ein von Schwarzen geführter Verlag, der sich entschied, die Biografie herauszubringen. Das Buch erwies sich letztlich als sein größter Erfolg und wurde in kleiner Stückzahl immer wieder aufgelegt.

## Veröffentlichungen
- Typoo
- The Da Vinci Machine
- The Premier
- The Trial of William Freeman
- Scottsboro Boy
- The Philology of Negro Dialect
- Horse Trader
- Gulf Stream North
- Harriet Tubman: Negro Soldier and Abolitionist (1942)
- The Invention of the Negro
- Battle New York

## Belege
1. ↑   Sernett, S. 201
2. ↑   Sernett, S. 203

| Personendaten    | Personendaten                                   |
| ---------------- | ----------------------------------------------- |
| NAME             | Conrad, Earl                                    |
| KURZBESCHREIBUNG | US-amerikanischer Schriftsteller und Journalist |
| GEBURTSDATUM     | 17. Dezember 1912                               |
| GEBURTSORT       | Auburn                                          |
| STERBEDATUM      | 1986                                            |